# Santuário da Vida Selvagem de Meinmahla Kyun

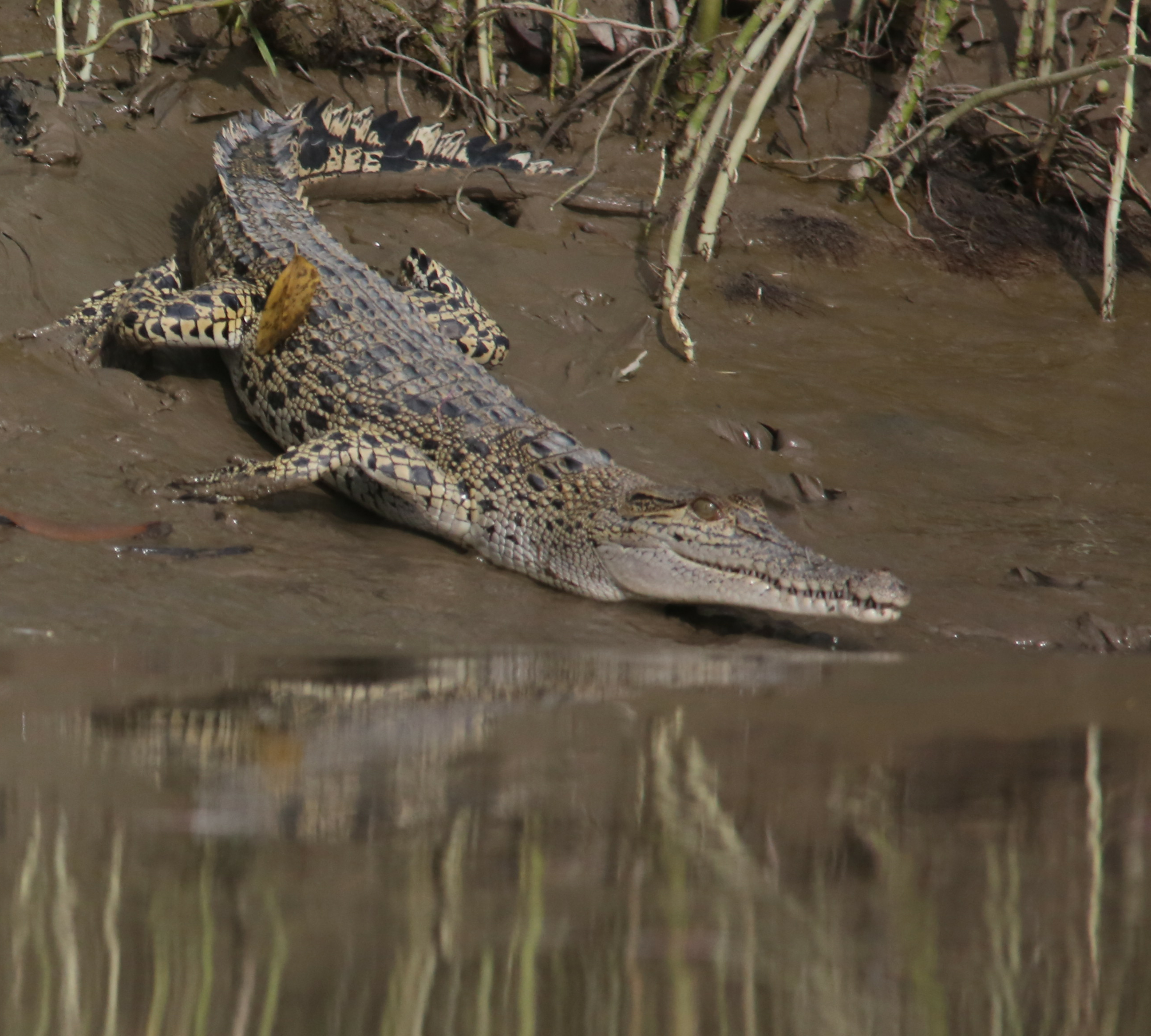
crocodilo de agua salgada no santuario da vida selvagem meinmahla

O Santuário da Vida Selvagem de Meinmahla Kyun é uma área protegida em Myanmar com uma extensão de 500 quilómetros quadrados e um dos Parques do Património da ASEAN. Meinmahla Kyun é uma ilha no Delta de Ayeyarwady cuja altitude varia do nível do mar até 30 metros de altitude e é coberta por floresta de manguezal. Foi declarado um Sítio Ramsar em 2017.